# Solubag
Solubag es un material biodegradable para la creación de bolsas no contaminantes. El material fue creado por dos chilenos penquistas: el ingeniero comercial tomecino Roberto Astete Boettcher y el ingeniero Cristian Olivares . Fundaron la empresa en 2015.

## Características
Solubag es un material pensado para reemplazar a las bolsas plásticas, puesto que estas se disuelven en el agua, que incluso se puede beber. El material no contiene materiales derivados del petróleo.